# Суслов Гаврило Костянтинович
Гаври́ло Костянти́нович Су́слов (14 липня 1857 — 19 листопада 1935) — доктор прикладної математики, професор, ректор Одеського політехнічного інституту.

## Біографія
Г. К. Суслов народився в 14 липня 1857 році в Санкт-Петербурзі. Закінчивши Санкт-Петербурзький університет з золотою медаллю за роботу «Про рівновазі плаваючих тіл у важких рідинах», в 1880 році був залишений при університеті.
У 1888 році здобув у С.- Петербурзькому університеті ступінь магістра прикладної математики, захистивши дисертацію «Про рівняння з приватними похідними для невільного руху». У 1890 році в Московському університеті захистив докторську дисертацію «Про силової функції, що допускає дані приватні інтеграли».
У 1888 році був призначений виконувачем обов'язків екстраординарного професора на кафедрі механіки Київського університету святого Володимира. У 1891 році був призначений ординарним професором. Член-засновник Київського фізико-математичного товариства. З 1908 року був викладачем, а з 1910 року — директором Київських вищих жіночих курсів.
З 1919 року був професором, у 1921—1928 роках — ректором Одеського політехнічного інституту.
Помер 19 листопада 1935 року в м. Одеса.

## Наукова діяльність
Основні праці присвячені аналітичній механіці: питанням можливості переміщення систем із зв'язками найбільш заг. виду, узагальненню принципу Гамільтона — Остроградського на випадок неголономних систем, динаміці твердого тіла. Узагальнені в капітальному курсі «Основи аналітичної механіки» (т. 1—2, 1899—1902).

### Праці
- Об уравнении Якоби для несвободного движения в первоначальных координатах. — Санкт-Петербург, 1885.
- Опыт приложения кинетической теории газов к выводу законов сопротивления. // Журнал Русского Физико-Химического Общества. — 1886.
- Об уравнениях с частными производными для несвободного движения. — Санкт-Петербург, 1888.
- О силовой функции, допускающей данные частные интегралы. — Киев, 1890.
- К вопросу о начале наименьшего действия. — Киев, 1891.
- Кинето-геометрическая интерпретация трехмерных пространств постоянной кривизны (Римана и Лобачевского). — Киев, 1891.
- К вопросу о катании поверхности по поверхности. — Киев, 1892.
- Кинетическая тригонометрия. — Киев, 1892.
- Движение по геодезической окружности. — Киев, 1892.
- Примеры на движение гироскопических тел: (Stréphoscope de M. Cruey). — Киев, 1893.
- Механика: Курс университетский. — Киев, 1894.
- Ueber eine continuirliche Gruppe von Darboux'schen Rotationen. // Jahresber. Deutsch. Math. Vereinung. — 1894.
- Основы аналитической механики: в 2 т. — Киев, 1900—1902. https://archive.org/details/osnovyanalitich00suslgoog https://archive.org/details/osnovyanalitich01suslgoog
- Теоретическая механика. — Москва-Ленинград: Гостехиздат, 1946.